# Матія Настасич
Матія Настасич (серб. Matija Nastasić / Матија Настасић, нар. 28 березня 1993, Валево) — сербський футболіст, захисник іспанського «Леганеса». Грав за національну збірну Сербії.

## Клубна кар'єра
Народився 28 березня 1993 року в місті Валево. Вихованець футбольної школи клубу «Партизан».
У дорослому футболі дебютував на початку 2010 року виступами за «Телеоптик», в якому провів півтора сезони на правах оренди, взявши участь у 21 матчі чемпіонату.
13 грудня 2010 року гравець попередньо домовився з керівництвом італійської «Фіорентини» про перехід в клуб після закінчення сезону 2010/11.

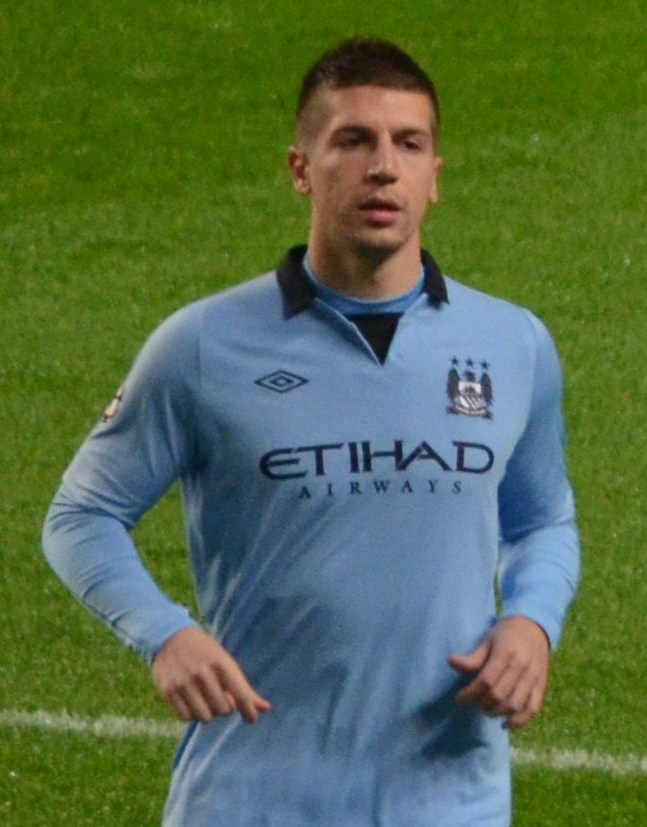
Матія Настасич під час виступів за «Манчестер Сіті». 21 листопада 2012 року.

11 липня 2011 року спільно з бразильцем Ромуло підписав контракт з клубом, вартість трансферу склала 2,5 мільйона євро. Дебютував 11 вересня 2011 року в матчі з «Болоньєю» (2:0), замінивши у другому таймі Алессандро Гамберіні. У тому ж сезоні Настасич зіграв ще у 25 матчах.
31 серпня 2012 року Настасич перейшов в англійський «Манчестер Сіті». Частиною угоди по переїзду футболіста в Англії став перехід у зворотному напрямку чорногорського захисника Стефана Савича. Дебютував 18 вересня в матчі Ліги чемпіонів проти мадридського «Реала». У Прем'єр-лізі вперше вийшов на поле у грі з «Фулгемом» . Практично відразу Матія витіснив зі складу Джолеона Лескотта і зайняв місце основного центрального захисника, в парі з капітаном «містян» Венсаном Компані.
Сезон 2013/14 став менш успішним для Матії, він з'явився лише в 13 іграх чемпіонату, пропустивши більшу частину через травми та вдалої гри новачка і конкурента за позицію Мартіна Демікеліса. Проте Настасич став з «блакитними» чемпіоном країни та володарем кубка ліги. 
За все перше коло сезону 2014/15 Настасич зіграв лише в одному матчі — у Суперкубку Англії проти «Арсеналу» (0:3). Через це 12 січня 2015 року Настасич був відправлений у піврічну оренду в «Шальке 04» з правом подальшого викупу. І вже 11 березня 2015 року «Шальке» викупив у «Манчестер Сіті» контракт Настасича за 9,5 млн євро. Футболіст підписав з німецьким клубом контракт до червня 2019 року і до кінця сезону 2014/15 зіграв за клуб 16 матчів у Бундеслізі, ставши основним захисником. 
15 серпня 2015 року Настасич в матчі першого туру нового сезону Бундесліги проти бременського «Вердера» отримав травму, розрив ахіллового сухожилля, і вилетів до кінця року. Відновившись після травми, із сезону 2016/17 почав отримувати регулярну ігрову практику, хоча стабільним гравцем стартового складу не став. Загалом за сім сезонів у Гельзенкірхені взяв участь у 157 іграх усіх турнірів.
У серпні 2021 року повернувся до італійської «Фіорентини», з якою уклав дворічний контракт. Утім протягом сезону 2021/22 лише 6 разів виходив на поле в офіційних іграх за її команду. А в серпні 2022 року знову змінив клубни прописку, приєднавшись до іспанської «Мальорки».

## Виступи за збірні
2009 року дебютував у складі юнацької збірної Сербії, взяв участь у 28 іграх на юнацькому рівні, відзначившись 8 забитими голами.
Протягом 2011—2012 років залучався до складу молодіжної збірної Сербії. На молодіжному рівні зіграв у 9 офіційних матчах, забив 1 гол.
29 лютого 2012 року дебютував в офіційних матчах у складі національної збірної Сербії у товариській грі проти збірної Кіпру. Наразі провів у формі головної команди країни 30 матчів.
| Дата       | Місто         | Господарі          | Результат | Гості              | Турнір            | Голи | Примітки |
| ---------- | ------------- | ------------------ | --------- | ------------------ | ----------------- | ---- | -------- |
| 29-02-2012 | Нікосія       | Кіпр               | 0 – 0     | Сербія             | товариський матч  | -    |          |
| 15-08-2012 | Белград       | Сербія             | 0 – 0     | Ірландія           | товариський матч  | -    |          |
| 08-09-2012 | Глазго        | Шотландія          | 0 – 0     | Сербія             | Відбір до ЧС 2014 | -    | 30'      |
| 11-09-2012 | Белград       | Сербія             | 6 – 1     | Уельс              | Відбір до ЧС 2014 | -    |          |
| 12-10-2012 | Белград       | Сербія             | 0 – 3     | Бельгія            | Відбір до ЧС 2014 | -    |          |
| 16-10-2012 | Скоп'є        | Північна Македонія | 1 – 0     | Сербія             | Відбір до ЧС 2014 | -    |          |
| 06-02-2013 | Нікосія       | Кіпр               | 1 – 3     | Сербія             | товариський матч  | -    |          |
| 22-03-2013 | Загреб        | Хорватія           | 2 – 0     | Сербія             | Відбір до ЧС 2014 | -    |          |
| 26-03-2013 | Новий Сад     | Сербія             | 2 – 0     | Шотландія          | Відбір до ЧС 2014 | -    | 61'      |
| 06-09-2013 | Белград       | Сербія             | 1 – 1     | Хорватія           | Відбір до ЧС 2014 | -    |          |
| 10-09-2013 | Кардіфф       | Уельс              | 0 – 3     | Сербія             | Відбір до ЧС 2014 | -    |          |
| 11-10-2013 | Новий Сад     | Сербія             | 2 – 0     | Японія             | товариський матч  | -    |          |
| 15-10-2013 | Ягодина       | Сербія             | 5 – 1     | Північна Македонія | Відбір до ЧС 2014 | -    |          |
| 07-09-2014 | Белград       | Сербія             | 1 – 1     | Франція            | товариський матч  | -    | 64'      |
| 11-10-2014 | Єреван        | Вірменія           | 1 – 1     | Сербія             | Відбір до ЧЄ 2016 | -    | 45'      |
| 14-10-2014 | Белград       | Сербія             | 0 – 3     | Албанія            | Відбір до ЧЄ 2016 | -    |          |
| 29-03-2015 | Лісабон       | Португалія         | 2 – 1     | Сербія             | Відбір до ЧЄ 2016 | -    |          |
| 07-06-2015 | Санкт-Пельтен | Сербія             | 4 – 1     | Азербайджан        | товариський матч  | -    |          |
| 13-06-2015 | Копенгаген    | Данія              | 2 – 0     | Сербія             | Відбір до ЧЄ 2016 | -    |          |
| 5-9-2016   | Белград       | Сербія             | 2 – 2     | Ірландія           | Відбір до ЧС 2018 | -    | 72'      |
| 6-10-2016  | Кишинів       | Молдова            | 0 – 3     | Сербія             | Відбір до ЧС 2018 | -    |          |
| 9-10-2016  | Белград       | Сербія             | 3 – 2     | Австрія            | Відбір до ЧС 2018 | -    |          |
| 12-11-2016 | Кардіфф       | Уельс              | 1 – 1     | Сербія             | Відбір до ЧС 2018 | -    | 45'      |
| 11-6-2017  | Белград       | Сербія             | 1 – 1     | Уельс              | Відбір до ЧС 2018 | -    |          |
| 2-9-2017   | Белград       | Сербія             | 3 – 0     | Молдова            | Відбір до ЧС 2018 | -    |          |
| 6-10-2017  | Відень        | Австрія            | 3 – 2     | Сербія             | Відбір до ЧС 2018 | -    |          |
| 27-3-2018  | Лондон        | Нігерія            | 0 – 2     | Сербія             | товариський матч  | -    |          |
| 7-9-2019   | Белград       | Сербія             | 2 – 4     | Португалія         | Відбір до ЧЄ 2020 | -    |          |
| 1-9-2021   | Дебрецен      | Катар              | 0 – 4     | Сербія             | товариський матч  | -    | кап. 46' |
| 4-9-2021   | Белград       | Сербія             | 4 – 1     | Люксембург         | Відбір до ЧС 2022 | -    | 84'      |
| 9-10-2021  | Люксембург    | Люксембург         | 0 – 1     | Сербія             | Відбір до ЧС 2022 | -    |          |
| 12-10-2021 | Белград       | Сербія             | 3 – 1     | Азербайджан        | Відбір до ЧС 2022 | -    | кап.     |
| 24-3-2022  | Будапешт      | Угорщина           | 0 – 1     | Сербія             | товариський матч  | -    | 65'      |
| 29-3-2022  | Копенгаген    | Данія              | 3 – 0     | Сербія             | товариський матч  | -    | 46'      |
| Усього     |               | Матчів             | 34        |                    | Голів             | 0    |          |

## Титули і досягнення
- Чемпіон Англії (1):

«Манчестер Сіті»: 2013-14
- Володар Кубка англійської ліги (1):

«Манчестер Сіті»: 2013-14